# ProB 2015/16
Die Saison 2015/16 ist die neunte Spielzeit der deutschen Basketball-Spielklasse ProB. Die ProB ist die zweite Staffel der hierarchisch strukturierten 2. Basketball-Bundesliga. Die reguläre Saison begann am 26. September 2015 und endete am 5. März 2016. Daran schlossen sich die Play-offs um den Aufstieg sowie die Play-down-Relegationsrunden an, die am 7. Mai 2016 mit dem zweiten Finalspiel endeten.

## Modus
Es nehmen je zwölf Mannschaften in zwei Gruppen Nord und Süd am Spielbetrieb dieser Spielklasse teil. Die reguläre Saison wird als Rundenturnier im Modus Jeder gegen Jeden (englisch „Round Robin“) mit Hin- und Rückspiel in der jeweiligen Regionalgruppe ausgetragen. Die jeweils acht bestplatzierten Mannschaften am Ende dieser Hauptrunde spielen überkreuz im Modus „Best-of-Three“ in den Play-offs die beiden Finalteilnehmer aus, die beide das sportliche Teilnahmerecht an der ProA für die darauffolgende Spielzeit erwerben und den Meister dieser Spielklasse ausspielen. Die Mannschaften auf den Plätzen neun bis zwölf jeder Gruppe am Ende der Hauptrunde spielen unter Beibehaltung der Hauptrunden-Ergebnisse ein weiteres Rundenturnier mit Hin- und Rückspiel innerhalb der Regionalgruppen aus, wobei die beiden jeweils auf den zwei untersten Tabellenplätzen rangierenden Mannschaften in die Regionalligen absteigen. Nehmen mehr als zwölf Mannschaften in einer Gruppe teil, so sind die in der Hauptrunde hinter Platz zwölf rangierenden Mannschaften direkt abgestiegen.

### Anforderungen
Die teilnehmenden Vereine müssen einen per Lizenzerteilung ihre per Lizenzstatut geregelten Nachweise über die sportliche Qualifikation, wirtschaftliche Leistungsfähigkeit, Eignung spieltechnischer Einrichtungen und organisatorischen Voraussetzungen erbringen. Darüber hinaus wird die Vereinsorganisation, die Nachwuchsförderung und die Spielstätten-Infrastruktur nach einem Punktesystem bewertet. Verpflichtend für die Teilnehmer an der ProB insbesondere eine Spielstätte mit einer Kapazität für mindestens 500 Zuschauer.
Während des Spieles müssen pro Mannschaft immer drei deutsche Spieler auf dem Spielfeld stehen, die deutschen Spieler sind mit einer deutschen Flagge auf den Trikots gekennzeichnet sein. Es können maximal 18 Spieler je Saison und Team eingesetzt werden. Davon müssen mindestens neun die deutsche Staatsangehörigkeit besitzen. Von den maximal zwölf je Spiel einsetzbaren Spielern müssen mindestens sechs Deutsche sein. Es gibt Doppellizenzen für Spieler der Altersklasse U24, die damit gleichzeitig in der BBL einsetzbar sind, sowie für U22-Spieler aus den Regionalligen (und darunter). Spieler mit einer Doppellizenz zählen nicht zu den 18 maximal einsetzbaren Spielern, mit Besitz der deutschen Staatsangehörigkeit wohl aber zur nationalen Quote.

## Saisonnotizen
- Aus der ProA 2014/15 stieg als sportliche Absteiger der Tabellenletzte erdgas Ehingen/Urspringschule ab. Die Cuxhaven BasCats, die erst nach der Rücknahme eines Schiedsgerichtsurteils wieder auf einen Abstiegsplatz rutschten, erhielten weder für die ProA, noch für die ProB eine Lizenz, da sie keinen Nachweis der wirtschaftlichen Leistungsfähigkeit für die folgende Saison erbringen konnten. Nach über zehnjähriger Zugehörigkeit zur zweithöchsten Spielklasse verließen die BasCats, die noch als SV Rot-Weiss Cuxhaven aufgestiegen waren und sportlich sogar 2008 und 2010 die Qualifikation zur höchsten Spielklasse erreicht hatten, damit wieder die nationalen Spielklassen.
- Der Meister der ProB 2014/15, die Baskets Akademie Weser-Ems Oldenburger TB, beantragte keine Lizenz für die ProA 2015/16 und verwirkte damit sein sportliches Aufstiegsrecht genauso wie Finalist SC Rist Wedel, der seinen Lizenzantrag für die ProA nicht weiterverfolgte. Von den Play-off-Teilnehmern traten schließlich Viertelfinalist TG WhiteWings Hanau und Achtelfinalist Dragons Rhöndorf hervor, die die ProA-Lizenz erteilt bekamen und den Aufstieg in die ProA 2015/16 realisierten.
- Aufsteiger aus den Regionalligen waren drei ehemalige Erstligisten mit den ScanPlus Baskets Elchingen im Südwesten und den direkten Wiederaufsteigern Giants Nördlingen im Südosten und den Herzögen Wolfenbüttel im Norden. Wie im Norden konnten sich auch im Westen die RheinStars Köln nur durch den direkten Vergleich den ersten Platz und den Aufstieg sichern. Nach der Wildcard für die Crailsheim Merlins in der höchsten Spielklasse erwirkten die Kölner, die in der Nachfolge der Altmeister BSC Saturn Köln und Köln 99ers stehen, jedoch eine Wildcard für die ProA 2015/16, die durch den Verbleib der Merlins in der Basketball-Bundesliga frei geworden war, und schafften direkt den Durchmarsch in die zweithöchste Spielklasse.
- Die Reservemannschaft SG Braunschweig des Erstligisten Basketball Löwen Braunschweig bündelte nach der Rückkehr des regionalen Nachbarn Herzöge Wolfenbüttel ihre Kräfte mit dem ehemaligen Rivalen. Auf diesen frei gewordenen Platz bewarben sich, ebenfalls aus Niedersachsen, erfolgreich die Artland Dragons. Mit der Organisation des ehemaligen Pokalsiegers und Vizemeisters, der sich nach dem Ende der Basketball-Bundesliga 2014/15 nach zwölf Jahren aus der höchsten Spielklasse zurückgezogen hatte, haben diese Dragons aber im Wesentlichen nur noch die Firma, das Logo und die Heimspielstätte gemein.
- Neben den BSW Sixers als direktem Absteiger nach der Vorsaison-Hauptrunde im Norden mussten aus Sachsen-Anhalt auch die Otto Baskets Magdeburg vor der Saison 2015/16 absteigen, deren Lizenzentzug erst nach Saisonende 2014/15 wirksam wurde. Die Otto Baskets hatten die später entzogene Lizenz erst kurzfristig vor der Vorsaison erhalten und so die Teilnahme einer 13. Mannschaft im Norden der Saison 2014/15 erzwungen. Nach dem Lizenzentzug der Otto Baskets und der nicht erteilten Lizenz für die Cuxhaven BasCats blieb daher von den Teilnehmern der Relegationsrunde als sportliche Absteiger nur die TV Langen Giraffen, die seit 1978 der ersten oder zweiten Basketball-Bundesliga angehört hatten.
- Die regionale Aufteilung der Gruppen Nord und Süd wurde erneut angepasst, so dass die Mannschaften aus Sachsen in die Gruppe Süd zurückkehrten. In Verbindung mit den ProA-Aufsteigern aus dem Rheinland führte dies dazu, dass alle Mannschaften aus Nordrhein-Westfalen nunmehr in der Gruppe Nord spielen.

## Hauptrunde
|  | = Play-off-Plätze  |
|  | = Play-down-Plätze |

| Norden | Norden                    | Norden | Norden        | Norden       | Norden     | Süden                       | Süden | Süden         | Süden        | Süden      |
| #      | Team                      | Siege  | Nieder- lagen | Sieg- punkte | Korbpunkte | Team                        | Siege | Nieder- lagen | Sieg- punkte | Korbpunkte |
| 1      | Iserlohn Kangaroos        | 17     | 5             | 34           | 1634:1540  | BG Karlsruhe                | 19    | 3             | 38           | 1788:1602  |
| 2      | Herzöge Wolfenbüttel (N)  | 16     | 6             | 32           | 1593:1496  | Team Ehingen Urspring (A)   | 16    | 6             | 32           | 1765:1639  |
| 3      | VfL AstroStars Bochum     | 13     | 9             | 26           | 1646:1559  | Skyliners Juniors Frankfurt | 14    | 8             | 28           | 1761:1719  |
| 4      | EBC Rostock Seawolves     | 13     | 9             | 26           | 1664:1565  | Giants Nördlingen (N)       | 14    | 8             | 28           | 1687:1639  |
| 5      | BAWE Oldenburger TB (M)   | 13     | 9             | 26           | 1517:1522  | Dresden Titans              | 12    | 10            | 24           | 1827:1742  |
| 6      | Artland Dragons (A*)      | 12     | 10            | 24           | 1500:1438  | ScanPlus Elchingen (N)      | 11    | 11            | 22           | 1782:1727  |
| 7      | SC Itzehoe Eagles         | 12     | 10            | 24           | 1677:1648  | Weißenhorn Youngstars       | 10    | 12            | 20           | 1781:1721  |
| 8      | Citybasket Recklinghausen | 10     | 12            | 20           | 1603:1625  | Uni-Riesen Leipzig          | 10    | 12            | 20           | 1733:1833  |
| 9      | RSVE Stahnsdorf           | 7      | 15            | 14           | 1449:1547  | TG Würzburg                 | 9     | 13            | 18           | 1600:1652  |
| 10     | SC Rist Wedel             | 7      | 15            | 14           | 1496:1560  | Licher BasketBären          | 8     | 14            | 16           | 1672:1722  |
| 11     | Hertener Löwen            | 7      | 15            | 14           | 1717:1881  | BIS Baskets Speyer          | 5     | 17            | 10           | 1624:1881  |
| 12     | EN Baskets Schwelm        | 5      | 17            | 10           | 1636:1751  | TV Saarlouis Royals         | 4     | 18            | 8            | 1621:1764  |

(A) = ProA-Absteiger bzw. mit * aus BBL / (N) = Neuling und Aufsteiger aus den Regionalligen / (M) = ProB-Meister der Vorsaison

### Statistik-Bestleistungen
- Es sind nur Werte aus Hauptrundenspielen berücksichtigt

#### Mannschaften
| Kategorie | Norden           | Norden              | Süden              | Süden             |
| Kategorie | Bestwert         | Schlechtester       | Bestwert           | Schlechtester     |
| Defensive | Artland (ø 65,4) | Herten (ø 85,5)     | Karlsruhe (ø 72,8) | Speyer (ø 85,5)   |
| Offensive | Herten (ø 78,0)  | Stahnsdorf (ø 65,9) | Dresden (ø 83,0)   | Würzburg (ø 72,7) |

#### Individuelle Spieler
| Kategorie      | Gruppe | Spieler                           | Team                 | Gesamt  | ø*        | Einzel |
| -------------- | ------ | --------------------------------- | -------------------- | ------- | --------- | ------ |
| Punkte         | Norden | DeAndre Lansdowne                 | Herten               | 505     | 23,0      | 46     |
| Punkte         | Süden  | Ricky Easterling Julian J. Scott  | TV Saarlouis Leipzig | 499 436 | 22,7 20,8 | 33 36  |
| Rebounds       | Norden | Ryon Howard                       | Bochum               | 226     | 10,3      | 20     |
| Rebounds       | Süden  | Jordan Talbert                    | Nördlingen           | 247     | 11,2      | 20     |
| Assists        | Norden | Felix Engel                       | Bochum               | 134     | 6,7       | 12     |
| Assists        | Süden  | Chris Anderson                    | Weißenhorn           | 158     | 7,5       | 14     |
| Steals         | Norden | Matthias Perl                     | Schwelm              | 62      | 2,8       | 6      |
| Steals         | Süden  | Chris Anderson                    | Weißenhorn           | 69      | 3,3       | 8      |
| Shotblocks     | Norden | Michael Haucke Isaiah Hartenstein | Bochum Artland       | 43 30   | 2,0 2,1   | 5      |
| Shotblocks     | Süden  | Khobi Williamson                  | Speyer               | 41      | 2,2       | 7      |
| Effektivität   | Norden | DeAndre Lansdowne                 | Herten               | 567     | 25,8      | 53     |
| Effektivität   | Süden  | Jordan Talbert Niklas Kiel        | Nördlingen Frankfurt | 504 277 | 22,9 17,3 | 38 47  |
| Double-Doubles | Norden | Ryon Howard                       | Bochum               | 10      | 45,5 %    |        |
| Double-Doubles | Süden  | Julian J. Scott                   | Leipzig              | 15      | 71,4 %    |        |

### Durchschnittliche Zuschauerzahlen
| Norden         | Norden   | Norden     | Norden  | Norden      | Süden          | Süden    | Süden      | Süden   | Süden       |
| Stadt          | Besucher | Auslastung | Vorjahr | Entwicklung | Stadt          | Besucher | Auslastung | Vorjahr | Entwicklung |
| Bochum         | 599      | 61 %       | 456     | 31,4 %      | Dresden        | 1281     | 42,7 %     | 1000    | 28,1 %      |
| Herten         | 517      | 43 %       | 565     | -8,5 %      | Ehingen        | 788      | 52,5 %     | 736     | ProA        |
| Iserlohn       | 818      | 57,9 %     | 773     | 5,8 %       | Elchingen      | 379      | 27,1 %     | ---     | RL          |
| Itzehoe        | 646      | 90,5 %     | 578     | 11,8 %      | Frankfurt a.M. | 73       | 6,7 %      | 125     | -41,6 %     |
| Oldenburg      | 283      | 50,5 %     | 213     | 32,9 %      | Karlsruhe      | 645      | 80,4 %     | 600     | 7,5 %       |
| Quakenbrück    | 2.398    | 79,9 %     | 3.000   | BBL         | Leipzig        | 342      | 68,4 %     | 551     | -37,9 %     |
| Recklinghausen | 467      | 49,2 %     | 410     | 13,9 %      | Lich           | 462      | 38,5 %     | 359     | 28,7 %      |
| Rostock        | 1.925    | 52,7 %     | 874     | 120,3 %     | Nördlingen     | 734      | 40,4 %     | ---     | RL          |
| Schwelm        | 616      | 90,2 %     | 572     | 7,7 %       | Saarlouis      | 207      | 10,4 %     | 297     | -30,3 %     |
| Stahnsdorf     | 227      | 37,8 %     | 284     | -20,1 %     | Speyer         | 227      | 32,4 %     | 303     | -25,1 %     |
| Wedel          | 486      | 60,8 %     | 588     | -17,3 %     | Weißenhorn     | 355      | 44,4 %     | 236     | 50,4 %      |
| Wolfenbüttel   | 483      | 69,9 %     | ---     | RL          | TG Würzburg    | 219      | 31,3 %     | 224     | -2,2 %      |
| ProB Nord      | 789      | 62,1 %     | 499*    |             | ProB Süd       | 476      | 36,7 %     | 499*    |             |

* Die Gesamtzahlen sind in Bezug gesetzt zu den durchschnittlichen Zuschauerzahlen aller Spiele der Vorsaison-Hauptrunde beider Gruppen.

Städte, deren ProB-Vereine auch als Farmteams für Erstligisten fungieren, sind kursiv geschrieben, sofern am gleichen Ort auch unterstrichen. Im Falle des SC Rist Wedel spielen Doppellizenz-Spieler auch für den ProA-Ligisten Hamburg Towers.

## Postseason
- Kursive Spielergebnisse wurden nach Verlängerung erzielt

### Play-offs
|  | Achtelfinale | Achtelfinale             | Achtelfinale | Achtelfinale | Achtelfinale |  |  | Viertelfinale | Viertelfinale            | Viertelfinale | Viertelfinale | Viertelfinale |  |    | Halbfinale               | Halbfinale | Halbfinale | Halbfinale | Halbfinale |  |  | Finale | Finale | Finale | Finale | Finale |
|  |              |                          |              |              |              |  |  |               |                          |               |               |               |  |    |                          |            |            |            |            |  |  |        |        |        |        |        |
|  | N1           | Iserlohn Kangaroos       | 93           | 91           |              |  |  |               |                          |               |               |               |  |    |                          |            |            |            |            |  |  |        |        |        |        |        |
|  | S8           | Uni-Riesen Leipzig       | 80           | 86           |              |  |  | N1            | Iserlohn Kangaroos       | 77            | 72            |               |  |    |                          |            |            |            |            |  |  |        |        |        |        |        |
|  | S4           | Giants Nördlingen        | 84           | 72           | 79           |  |  | S4            | Giants Nördlingen        | 79            | 84            |               |  |    |                          |            |            |            |            |  |  |        |        |        |        |        |
|  | N5           | BAWE Oldenburger TB      | 59           | 82           | 58           |  |  |               |                          |               |               |               |  | S2 | Team Ehingen Urspring    | 69         | 78         |            |            |  |  |        |        |        |        |        |
|  | N3           | VfL AstroStars Bochum    | 72           | 90           |              |  |  |               |                          |               |               |               |  | S4 | Giants Nördlingen        | 60         | 77         |            |            |  |  |        |        |        |        |        |
|  | S6           | ScanPlus Elchingen       | 91           | 101          |              |  |  | S2            | Team Ehingen Urspring    | 88            | 89            |               |  |    |                          |            |            |            |            |  |  |        |        |        |        |        |
|  | S2           | Team Ehingen Urspring    | 80           | 80           |              |  |  | S6            | ScanPlus Elchingen       | 75            | 86            |               |  |    |                          |            |            |            |            |  |  |        |        |        |        |        |
|  | N7           | SC Itzehoe Eagles        | 69           | 72           |              |  |  |               |                          |               |               |               |  | S2 | Team Ehingen Urspringx   | 72         | 77         |            |            |  |  |        |        |        |        |        |
|  | S3           | Fraport Junior Skyliners | 80           | 73           |              |  |  |               |                          |               |               |               |  | S3 | Fraport Junior Skyliners | 77         | 58         |            |            |  |  |        |        |        |        |        |
|  | N6           | Artland Dragons          | 75           | 61           |              |  |  | S3            | Fraport Junior Skyliners | 38*           | 77            | 109           |  |    |                          |            |            |            |            |  |  |        |        |        |        |        |
|  | N2           | Herzöge Wolfenbüttel     | 76           | 82           | 75           |  |  | S7            | Weißenhorn Youngstars    | 107           | 64*           | 93            |  |    |                          |            |            |            |            |  |  |        |        |        |        |        |
|  | S7           | Weißenhorn Youngstars    | 62           | 89           | 78           |  |  |               |                          |               |               |               |  | S3 | Fraport Junior Skyliners | 94         | 96         |            |            |  |  |        |        |        |        |        |
|  | N4           | EBC Rostock Seawolves    | 91           | 84           | 90           |  |  |               |                          |               |               |               |  | S5 | Dresden Titans           | 81         | 94         |            |            |  |  |        |        |        |        |        |
|  | S5           | Dresden Titans           | 88           | 95           | 92           |  |  | S1            | BG Karlsruhe             | 87            | 80            |               |  |    |                          |            |            |            |            |  |  |        |        |        |        |        |
|  | S1           | BG Karlsruhe             | 74           | 92           |              |  |  | S5            | Dresden Titans           | 92            | 93            |               |  |    |                          |            |            |            |            |  |  |        |        |        |        |        |
|  | N8           | Citybasket RE            | 66           | 80           |              |  |  |               |                          |               |               |               |  |    |                          |            |            |            |            |  |  |        |        |        |        |        |

* Heimrecht getauscht. / x Heimrecht im zweiten Finalspiel.

Das Finale wird im Modus Hin- und Rückspiel ausgetragen, bei dem die besser platzierte Mannschaft nach der Hauptrunde im Rückspiel Heimrecht hatte, so dass die schlechter platzierte Mannschaft im Hinspiel zuerst zu Hause antreten musste. Beide Finalgegner erreichen auf sportlichem Wege, vorbehaltlich einer wirtschaftlichen Lizenzierung, das Teilnahmerecht an der ProA 2016/17.

### Relegationsrunden
|  | = Abstieg |

| Norden | Norden             | Norden | Norden        | Norden | Norden     | Süden               | Süden | Süden         | Süden  | Süden      |
| #      | Team               | Siege  | Nieder- lagen | Punkte | Korbpunkte | Team                | Siege | Nieder- lagen | Punkte | Korbpunkte |
| 1      | SC Rist Wedel      | 11     | 17            | 22     | 1993:1974  | Licher BasketBären  | 12    | 16            | 24     | 2150:2185  |
| 2      | RSVE Stahnsdorf    | 11     | 17            | 22     | 1951:2017  | TG Würzburg         | 11    | 17            | 22     | 2024:2093  |
| 3      | EN Baskets Schwelm | 9      | 19            | 18     | 2174:2286  | BIS Baskets Speyer  | 10    | 18            | 20     | 2104:2330  |
| 4      | Hertener Löwen     | 7      | 21            | 14     | 2153:2435  | TV Saarlouis Royals | 5     | 23            | 10     | 2126:2298  |

## Ehrungen

### Spieler des Monats
- Oktober: Sascha Leutloff (SF/PF, , Uni-Riesen Leipzig)
- November: Julian J. Scott (PF, , Uni-Riesen Leipzig)
- Dezember: Johannes Richter (PF, , Junior Skyliners)
- Januar: Jordan Talbert (PF, , Giants Nördlingen)
- Februar: Randal Holt (PG, , Dresden Titans)
- März: Daniel Berger (PF/SF, , Team Ehingen)
- April/Mai: Daniel Berger (PF/SF, , Team Ehingen)

### Youngster des Monats
- Oktober: Isaiah Hartenstein (SF/PF, , Artland Dragons)
- November: Niklas Kiel (PF, , Junior Skyliners)
- Dezember: Max Ugrai (SF/PF, , TG Würzburg)
- Januar: Christopher Wolf (PF/SF, , Team Ehingen)
- Februar: Jan Niklas Wimberg (SF/PF, , BAWE OTB)
- März: Jonas Grof (PG/SG, , Iserlohn Kangaroos)
- April/Mai: Niklas Kiel (PF, , Junior Skyliners)

### Spieler und Trainer der Spielzeit
Die Auszeichnungen für die Akteure des Jahres wurden Ende Mai 2015 bekannt gegeben.
- Spieler des Jahres: Daniel Berger (PF/SF, , Team Ehingen Urspring)
- Youngster des Jahres: Niklas Kiel (PF, , Fraport Skyliners Juniors)
- Trainer des Jahres: Domenik Reinboth (, Team Ehingen Urspring)